# Leptothyrium pinastri
Leptothyrium pinastri är en svampart som beskrevs av P. Karst. 1887. Leptothyrium pinastri ingår i släktet Leptothyrium, divisionen sporsäcksvampar och riket svampar.   Inga underarter finns listade i Catalogue of Life.